# Suriname az 1972. évi nyári olimpiai játékokon
Suriname az NSZK-beli Münchenben megrendezett 1972. évi nyári olimpiai játékok egyik részt vevő nemzete volt. Az ország a játékokon 2 sportágban 2 sportolóval képviseltette magát, akik érmet nem szereztek.
Férfi
| Versenyző     | Versenyszám | Előfutam | Előfutam | Előfutam | Negyeddöntő   | Negyeddöntő   | Negyeddöntő   | Elődöntő | Elődöntő | Elődöntő | Döntő   | Döntő    |
| Versenyző     | Versenyszám | Idő      | Hely.    | Össz.    | Idő           | Hely.         | Össz.         | Idő      | Hely.    | Össz.    | Idő     | Helyezés |
| ------------- | ----------- | -------- | -------- | -------- | ------------- | ------------- | ------------- | -------- | -------- | -------- | ------- | -------- |
| Sammy Monsels | 100 m       | 10,61    | 3.       | 32.*     | 10,64         | 7.            | 33.*          | kiesett  | kiesett  | kiesett  | kiesett | kiesett  |
| Sammy Monsels | 200 m       | 21,26    | 5.       | 30.*     | nem ért célba | nem ért célba | nem ért célba | kiesett  | kiesett  | kiesett  | kiesett | kiesett  |

* - egy másik versenyzővel azonos időt ért el

## Cselgáncs
| Versenyző  | Versenyszám | Csoport | 1. forduló                | 2. forduló        | 3. forduló        | 4. forduló        | Vigaszág 1. forduló | Vigaszág 2. forduló | Vigaszág 3. forduló | Elődöntő          | Döntő             | Helyezés |
| Versenyző  | Versenyszám | Csoport | Ellenfél Eredmény         | Ellenfél Eredmény | Ellenfél Eredmény | Ellenfél Eredmény | Ellenfél Eredmény   | Ellenfél Eredmény   | Ellenfél Eredmény   | Ellenfél Eredmény | Ellenfél Eredmény | Helyezés |
| ---------- | ----------- | ------- | ------------------------- | ----------------- | ----------------- | ----------------- | ------------------- | ------------------- | ------------------- | ----------------- | ----------------- | -------- |
| Iwan Blijd | Könnyűsúly  | A       | Marcel Burkhard (SUI) · V | kiesett           | kiesett           | kiesett           |                     |                     |                     |                   |                   | 19.      |